# 爱丽舍协定
《爱丽舍协定》（法语：Elysée Accords）是越南阮朝前皇帝保大于 1949 年 3 月8日在爱丽舍宫签署的一项协议，该协议赋予越南国在法国联盟内更大的独立性。 该协议于1950年1月29日获得法国国民议会的最终批准，并于2月2日由法国总统樊尚·奥里奥尔签署。该协议旨在增加美国对法国在印度支那行动的支持，并说服保大相信法国将给予越南更大的独立性。协议规定，越南可以处理自己的外交事务，控制自己的财政并拥有一支军队；尽管如此，这些协议并没有给予完全的独立性。 
这些协议导致美国从中立立场转向支持保大。 法国人将他们在印度支那的行动描述为与胡志明共产主义作斗争，同时试图在二战后重新控制其殖民地。

## 内容
该协议与英联邦相比，尽管在许多方面都有不足。越南被授权控制自己的财政，并为创建越南国军铺平了道路。越南被授予向中国、泰国和梵蒂冈城任命外交官的权利，而越南外交政策的其余部分仍处于法国的控制之下。  

## 效果
虽然旨在阻止进一步的民族主义情绪，但《爱丽舍协议》却产生了相反的效果——向越南民族主义者表明法国不愿妥协他们在印度支那的利益。吴廷琰拒绝了新越南的总理提议，称“只有当我们的国家获得印度和巴基斯坦享有的同等地位时，越南人民的民族愿望才能得到满足”。 
1949年7月22日，美国国务院宣布《爱丽舍协议》是实现越南人民愿望的发展，尽管美国没有立即承认这个新国家，这令法国大失所望。 1949 年和 1950 年，美国对南越的支持稳步增长，随着 1949 年 10 月失去中国以及 1950 年 1 月苏联承认越南民主共和国，美国最终于 2 月承认了保大政府并授予越南国1500万美元的军事援助。 

## 也可以看看
- 枫丹白露协议
- 1954年日内瓦会议
- 越盟